# Beypazarı
Beypazarı ist eine Gemeinde und ein gebietsmäßig deckungsgleicher İlçe (staatlicher Verwaltungsbezirk) in der Provinz Ankara. Die Gemeinde gehört zur Großstadtkommune Ankara (Ankara Büyükşehir Belediyesi), die alle Gemeinden der Provinz umfasst.

## Geographie
Das İlçe Beypazarı der Provinz Ankara liegt zwischen den İlçe Çamlıdere, Güdül und Ayaş im Osten, Polatlı im Süden und Nallıhan im Westen. Im Norden grenzt es zudem an die Provinz Bolu und im Südwesten an die Provinz Eskişehir. Der Zentralort ist vom Zentrum von Ankara 100 km entfernt. Die Straße von Ankara durch Beypazarı nach Nallıhan führt durch eine kahle felsige Landschaft mit teilweise lebhaftem Farbenspiel des zutage tretenden Gesteins und phantastischen Erosionsformen. Das Gebiet des İlçe hat aber auch Anteil am waldreichen Pontischen Gebirge und weist mehrere reizvolle Flusstäler auf.
22,45 % der Fläche des İlçe sind bewaldet, 34,37 % werden als Acker- oder Gartenbauland landwirtschaftlich genutzt, davon 13 % künstlich bewässert, weitere 12,85 % dienen als Weide und 30,33 % sind ungenutztes Ödland. Jährlich werden ca. 2/3 des Ackerlands bebaut, 1/3 bleibt als Brachland ungenutzt. Etwa 2/3 der Bevölkerung ist in der Landwirtschaft beschäftigt. Die bedeutendste Anbaufrucht ist Weizen, daneben wird Gemüse, insbesondere Karotten angebaut. Weiter Anbaufrüchte sind Reis, Sonnenblumen und Hülsenfrüchte. Weiter wird Viehzucht (Geflügel, Rinder, Schafe) und Imkerei betrieben. Ein wirtschaftliches Produkt größerer Bedeutung ist ferner Mohair, die Wolle der hier gezüchteten Angoraziegen.
Ein weiteres wirtschaftliches Standbein ist die Industrie. Hier ist der Karosseriebau (Lastwagenaufbauten) bedeutend. Die wichtigsten Betriebe sind aber der Abfüllbetrieb für das in der ganzen Türkei bekannte Mineralwasser von Beypazarı und ein Molkereibetrieb. Weiter liegt bei Beypazarı eines der weltweit größten Vorkommen von Trona. Mit dem Abbau der Lagerstätten ist begonnen worden. Ein weiterer Erwerbszweig ist der Tourismus, in dessen Gefolge auch das traditionelle Handwerk (Silberdrahtfiligranarbeiten, Kupferschmiede, Weberei) und auch die regionale Küche einen Aufschwung und besondere Beachtung und Pflege erlebten.

## Geschichte
In der Antike war Beypazarı unter dem Namen Lagania (Λαγανία) bekannt und wurde zu Ehren des oströmischen Kaisers Anastasios I. (491–518) in Anastasiopolis umbenannt. In byzantinischer Zeit war es Bischofssitz. Nach der Schlacht von Mantzikert fiel es unter die Herrschaft der Seldschuken, die hier einige Bauwerke hinterließen und geriet nach dem Ende des rumseldschukischen Reiches unter die Herrschaft der Osmanen. In der Ortschaft Hırkatepe des İlçe liegt der Großvater Osmans Gündüzalp Gazi begraben. Nach Evliya Çelebi bildete die Stadt eine Pfründe (Has) des Şeyhülislâm.
In osmanischer Zeit war die Stadt ein Handelszentrum von einiger Bedeutung. Dies beruhte zum einen auf der Lage an einem Ast der Seidenstraße, der nach İstanbul führte, zum anderen war Beypazarı ein Handelsplatz für den Mohair, die Wolle der hier gezüchteten Angoraziegen. Im 18. Jahrhundert ließen sich sogar vorübergehend europäische Händler in Beypazarı nieder.
Nachdem Ankara Hauptstadt geworden war und die Hauptverbindung zwischen Ankara und İstanbul nicht mehr über Eskişehir, sondern über Bolu geführt wurde, verlor Beypazarı an Bedeutung.
Bis Ende 2012 bestanden noch 64 Dörfer (Köy) organisiert in vier Bucaks (Karaşar, Kırbaşı, Uruş und dem zentralen Bucak Merkez bucağı). Des Weiteren gab es drei Gemeinden (Belediye: Karaşar, Kırbaşı und Uruş) die ebenso im Zuge der Verwaltungsreform 2013 in Stadtviertel (Mahalles) umgewandelt wurden. Dabei zählte jedes Dorf als eigenes Mahalle, während die ehemaligen Mahalles jeder Gemeinde zusammengelegt und nun als ein Mahalle zählte. Die Zahl der Mahalles stieg von 19 (Ende 2012) auf derzeit 78 an.

## Tourismus
Der Tourismus in Beypazarı beruht auf drei Grundlagen: Den Thermalquellen, den Naturschönheiten und dem historischen Flair der Stadt. Es gibt Almen in wald- und quellenreicher Umgebung mit der Möglichkeit für berittene Ausflüge und weitere Freizeitaktivitäten und reizvolle Flusstäler, die z. T. mit Picknickplätzen ausgestattet sind. Beypazarı bietet trotz einiger verheerender Brände in den vergangenen 150 Jahren noch heute das Bild einer osmanischen Stadt mit vielen erhaltenen und restaurierten Häusern im osmanischen Stil. Die Häuser haben in der Regel drei Stockwerke. Davon ist das Erdgeschoss mit Steinen gemauert, die oft vorkragenden Obergeschosse bestehen aus Fachwerk. Im Abbaszade Konağı ist ein lebendes Museum eingerichtet. Von den historischen Moscheen wird die Errichtung der Sultan Alaaddin Camii auf die Jahre 1221–1225 gelegt, doch gehört der Bau nach seinen architektonischen Merkmalen in das 15. – 16. Jahrhundert. Die Moschee hat eine große Holzdecke, die von hölzernen Säulen gestützt wird. Eine weitere alte Moschee ist die 1315 gestiftete İncili Camii mit ihrem Holzminarett, sie folgt auch der seldschukischen Tradition. Der Suluhan, eine Karawanserei aus dem Jahre 1683, ist restauriert und dient touristischen Zwecken. In der Alaattin Sokak, deren anliegende Häuser bereits restauriert sind, werden an Ständen traditionelle Speisen und Erzeugnisse der Region angeboten.